# شهر باستانی آیتاپ

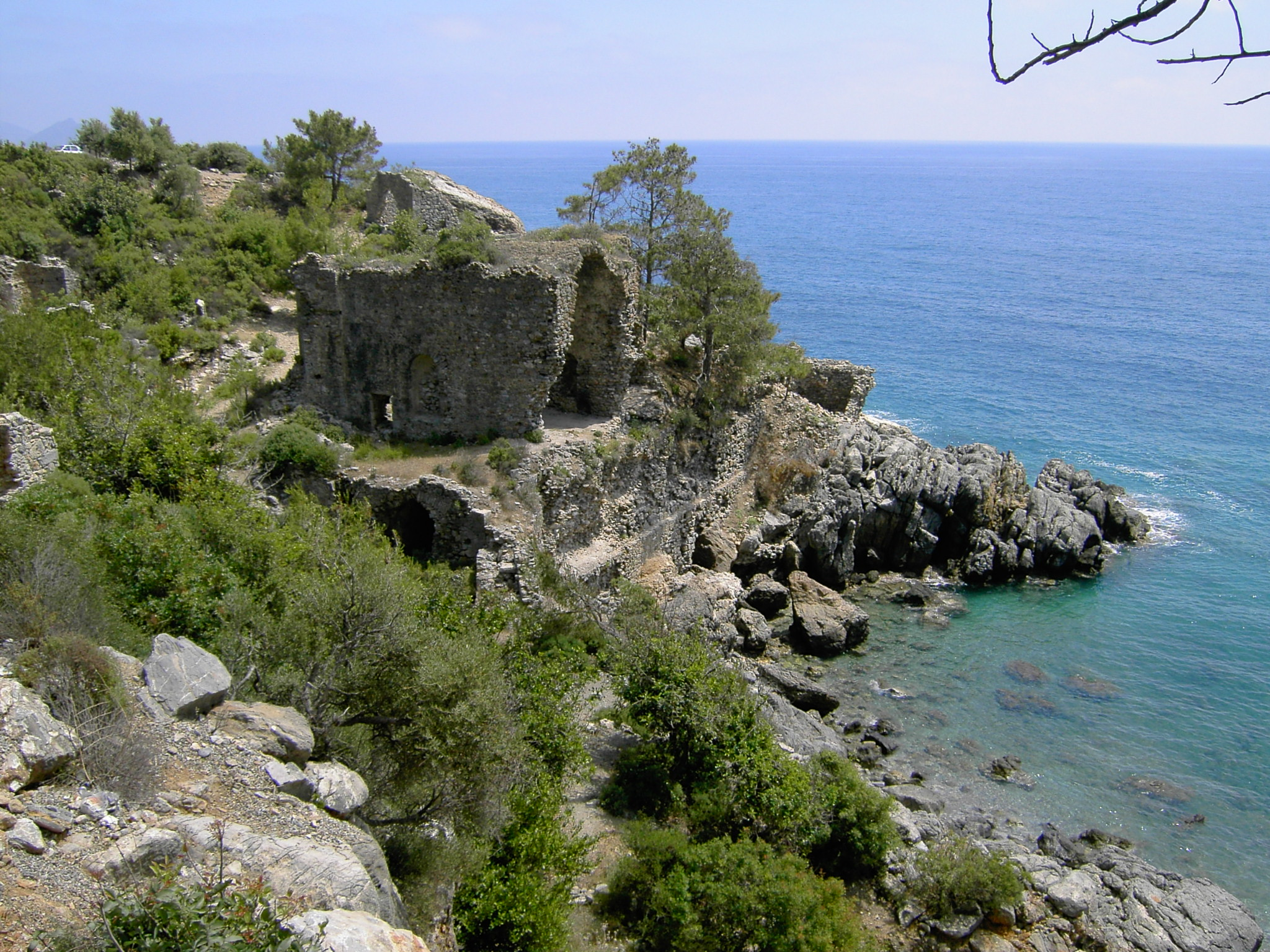
نمایی از شهر باستانی آیتاپ در کشور ترکیه - ۲۰۰۴

## موقعیت جغرافیایی
شهر بندری Iotap به تاریخ ۴۰ سال قبل از میلاد بر می‌گردد و توسط همسر شاه آنتیوخوس نام‎گذاری شد.
امروزه جادهٔ اصلی بین آلانیا و قاضی پاشا از بین خرابه‌های این شهر می‌گذرد و منطقه به دو قسمت تقسیم می‌شود.

## تاریخچه شهر
این شهر توسط آنتیوخوس چهارم تأسیس شد و به افتخار خواهر کوچک همسرش به نام Iotapa نام گذاری شد.

## ویژگی‌ها
از بالای قلعهٔ Iotap تصویری فوق‌العاده از منطقه وهمچنین باقیمانده‌های شهر مانند خانه ها، کلیسا و حمام های بخار دیده می‌شود.
از دیگر قسمت‌های دیدنی این شهر بندرطبیعی با آب بسیار شفاف آن است که حدود ۱۰۰ متر عمق و ۵۰ متر عرض دارد. این شهر برای شنا کردن در غارهای طبیعی و شنا و استفاده از ساحل و بازدید از خرابه‌های باستانی مشهور است.
هیچ سند باستانی مبنی بر سکونت مردم در این شهر قبل از قرن اول وجود ندارد.
آنتیوخوس این قسمت را برای ساخت شهر انتخاب نمود زیرا در این قسمت دو خلیج نزدیک به یکدیگر وجود دارد و شکل یک بندر طبیعی را با فلاتی بالاتر از دریا برای حفاظت شهر از هر حمله تهاجمی از سمت دریا دارد.
شبه جزیره بین دو خلیج در یک تپهٔ بلند قرار گرفته‌است.
در شبه جزیره خرابه‌های یک دژ وجود دارد. دیوارهای عظیم اطراف دژ برای حفاظت از بنای آن ساخته شد.
در شرق دژ یک کلیسا به شکل مستطیل با ۳ تالار وجود دارد.
در این شهر ضرابخانه‌هایی برای ضرب سکه به افتخار ژولیوس پسر آنتیوخوس وجود داشت که بعد از مرگ Iotapa سکه‌ها به افتخار او ضرب می‌شد.
Iotap در زمان امپراطوری روم به شهر مرکزی ضرب سکه تبدیل شد و از دورهٔ تراژان (۹۸-۱۱۷) تا دورهٔ Valerian) (253-260) سکه‌ها در Iotap ضرب می‌شد.
در این شهر خرابه‌های فاضلاب‌های رومی وجود دارد که به خوبی حفاظت شده‌است. علاوه بر این حمام‌های رومی در خیابان آن و نیز مجسمه‌هایی که روی آنها کتیبه‌هایی با نوشته‌هایی دربارهٔ ورزشکاران و مردم محلی مزین شده‌است به چشم می‌خورد.
در شمال شهر یک گورستان شامل مقبره‌های یادبود با آرامگاه‌های کوچک وجود دارد که با گنبدهایی پوشش داده شده‌است.